# Wzgórze Świątynne
Wzgórze Świątynne (hebr. ‏הַר הַבַּיִת‎ Har ha-Bajit; arab. ‏الحرم الشريف‎ Al-Haram asz-Szarif) – jeden z największych obszarów sakralnych na świecie, znajdujący się we Wschodniej Jerozolimie. W starożytności na jego terenie znajdowała się Świątynia Jerozolimska, najświętsze miejsce judaizmu. Obecnie na wzgórzu są święte dla muzułmanów: Kopuła na Skale i meczet Al-Aksa. W czasach biblijnych wzgórze nosiło nazwę Moria (‏מוֹרִיָּה‎). Po hebrajsku Moria oznacza Wybrane przez Jahwe. Wzgórze to pierwotnie nazywane było także Syjon (‏צִיּוֹן‎ „wysoki”), lecz od IV w. nazwa ta stosowana jest jako określenie innego wzgórza, położonego na zachód od Ofelu

## Ogólna charakterystyka
Wzgórze Świątynne ze złotą kopułą góruje nad Starym Miastem Jerozolimy. Całość wzgórza jest ogrodzona wysokim murem z piętnastoma bramami i zajmuje jedną szóstą część powierzchni Starej Jerozolimy (145 tys. m²). Dla niemuzułmanów otwarta jest jedynie jedna brama znajdująca się przy Zachodnim Murze: Brama Maurów (Bab el-Maghreb). Muzułmanie mogą korzystać ze wszystkich pozostałych bram – od zachodu: Bab el-Masatarak, Bab el-Qatanin, Bab el-Hadid, Bab el-Nazir i Bab el-Ghawanima, oraz od północy: Bab el-Atim, Bab Hitta i Bab el-Asbat.
Działalność budowlana Heroda Wielkiego spowodowała, że wzgórze ma dziś kształt trapezu, którego zachodni bok ma 488 metrów długości, wschodni bok – 470 metrów, północny – 315 metrów a południowy 280 metrów.
Na jerozolimskim starym mieście znajdują się miejsca uznane za święte przez żydów, muzułmanów i chrześcijan. Główny spór palestyńsko-żydowski dotyczy właśnie Wzgórza Świątynnego znajdującego się we wschodniej części Jerozolimy.

## Religia
Liczni Żydzi długo wierzyli, że wzgórze jest centrum nie tylko Jerozolimy, ale i świata. Z jednej strony wznosi się Góra Oliwna przyozdobiona chrześcijańskimi świątyniami kilku wyznań, z drugiej znajdują się skłębione przy wąskich uliczkach szare domy muzułmańsko-żydowsko-chrześcijańskiego miasta, nad którym góruje Wzgórze Świątynne stanowiące centralny punkt dla judaizmu, chrześcijaństwa i islamu.

### Judaizm

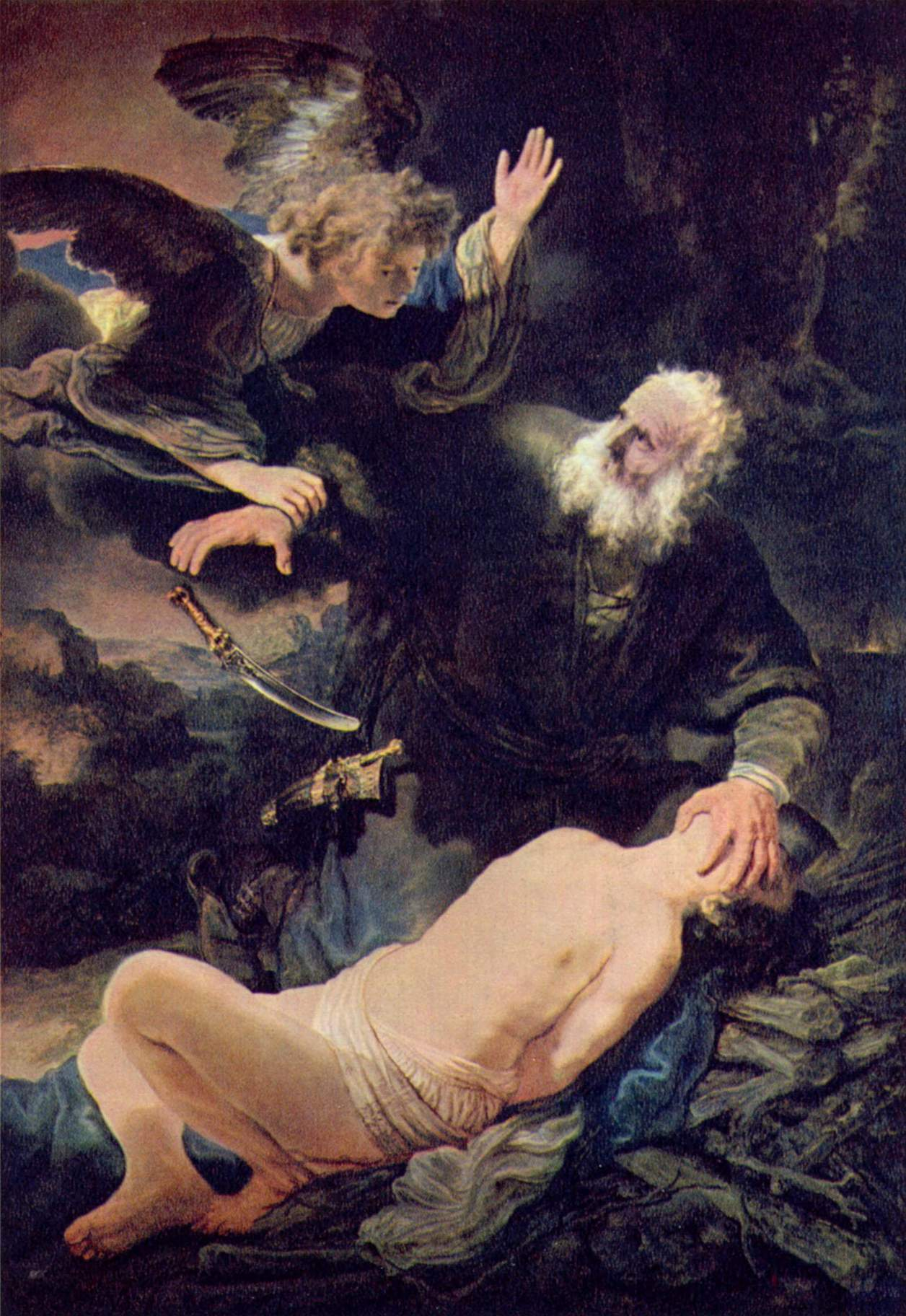
Anioł zatrzymuje Abrahama ofiarującego Izaaka.

Tradycja żydowskiego Midrasza utrzymuje, że jest to miejsce, z którego świat rozwinął się do swojej obecnej postaci. To właśnie tutaj Bóg zebrał ziemię, która została użyta do stworzenia pierwszego człowieka, Adama.
Zgodnie z Hagadą w Talmudzie, świat został stworzony ze skały, będącej później fundamentem Świątyni. Według tradycji, na szczycie wzgórza, na tej właśnie skale Abraham ofiarował swojego syna Izaaka (Księga Rodzaju 22,2 i 14). Abraham nazwał wzgórze górą Moria. Talmud podaje, że jest to inna nazwa Wzgórza Świątynnego. Biblia opisuje, że Abraham miał złożyć swego syna w ofierze na jednym z pagórków w kraju Moria, a miejsce, gdzie zamiast syna złożył w ofierze barana nazwał JHWH Jireh (hebr. ‏יהוה יִרְאֶה‎).
Biblia opisuje sen Jakuba o aniołach wstępujących i zstępujących z nieba. Talmud mówi, że sen ten miał miejsce, gdy Jakub spał na skale na Wzgórzu Świątynnym. Raszi mówi także, że na tym miejscu modlili się Izaak i Rebeka o dzieci.
Biblia opisuje jak król Dawid kupił klepisko od Jebuzytów, a dokładnie od Arauny (2 Samuela 24,18–25) z przeznaczeniem pod budowę Świątyni. Dawid planował wybudować świątynię, jednak ponieważ prowadził zbyt wiele wojen, pracę tę wykonał dopiero jego syn, Salomon (w 930 p.n.e.). Tora odnotowuje, że Bóg okazywał swoją obecność w świątyni w postaci Szechina. Około 586 p.n.e. Babilończycy zdobyli Jerozolimę, burząc Świątynię Salomona, natomiast w 70 roku Rzymianie zburzyli Drugą Świątynię. Zachodni Mur (hebr. ‏הַכֹּתֶל הַמַעֲרָבִי‎, ha-Kotel ha-Ma’arawi) jest częścią Wzgórza Świątynnego, ocalałym fragmentem Drugiej Świątyni. Ten fragment muru jest szczególnie ważny dla Żydów ze względu na jego lokalizację - blisko miejsca najświętszego w świątyni. Z powodu religijnych ograniczeń judaizmu dotyczących zakazu wchodzenia do miejsca najświętszego Świątyni, wielu Żydów nie wchodzi na Wzgórze Świątynne i ogranicza modlitwy do Ściany Płaczu. Żydzi wierzą, że modlitwy napisane na kartkach i pozostawione w pęknięciach Ściany są wysłuchiwane przez Boga.
Religijni Żydzi twierdzą, że w przyszłości Trzecia Świątynia zostanie wybudowana na tym wzgórzu. Dla laickich Żydów Wzgórze Świątynne jest znaczącym symbolem narodowym. Przejęcie w 1967 r. Ściany Płaczu było wielkim narodowym osiągnięciem nawet dla niereligijnych mieszkańców Izraela.

### Chrześcijaństwo

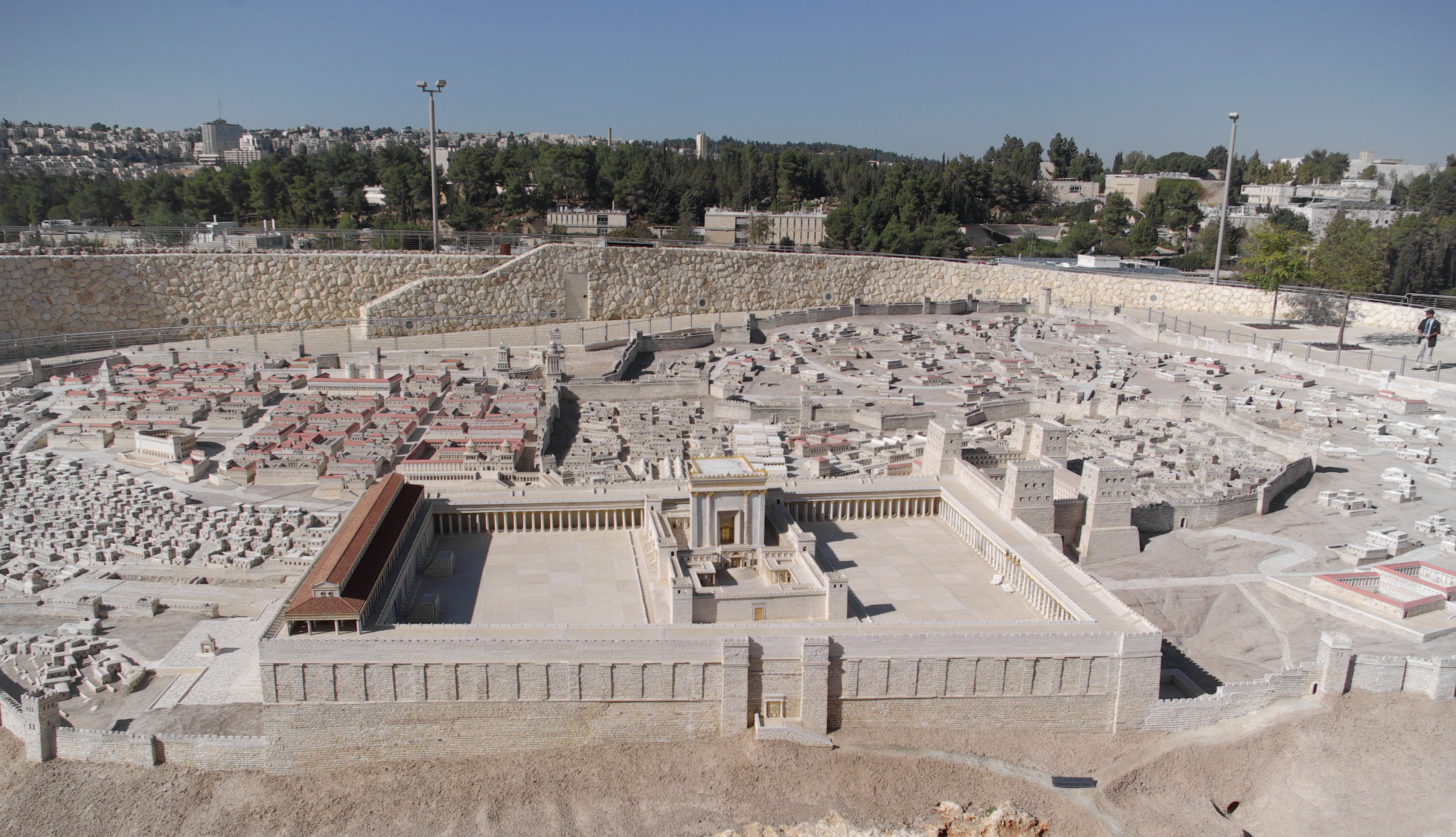
Model Świątyni Jerozolimskiej z czasów Jezusa Chrystusa.

O Wzgórzu Świątynnym i Świątyni wielokrotnie wspomina także Nowy Testament (np. Ewangelia Marka 11,11). Biblia opisuje Jezusa Chrystusa wypędzającego kupców z dziedzińca i wywracającego ich stoły z towarami (Ewangelia Marka 11,25-26). Jezus również przewidział zniszczenie Drugiej Świątyni (Ewangelia Mateusza 24,2). Księga Objawienia wspomina o 3. świątyni żydowskiej, w związku z panowaniem Antychrysta.
W bezpośredniej styczności ze Wzgórzem Świątynnym znajdują się liczne święte miejsca chrześcijaństwa. Wśród nich można wyróżnić: Bazylikę Grobu Świętego, kościół Świętego Jana Chrzciciela oraz Via Dolorosa.

### Islam

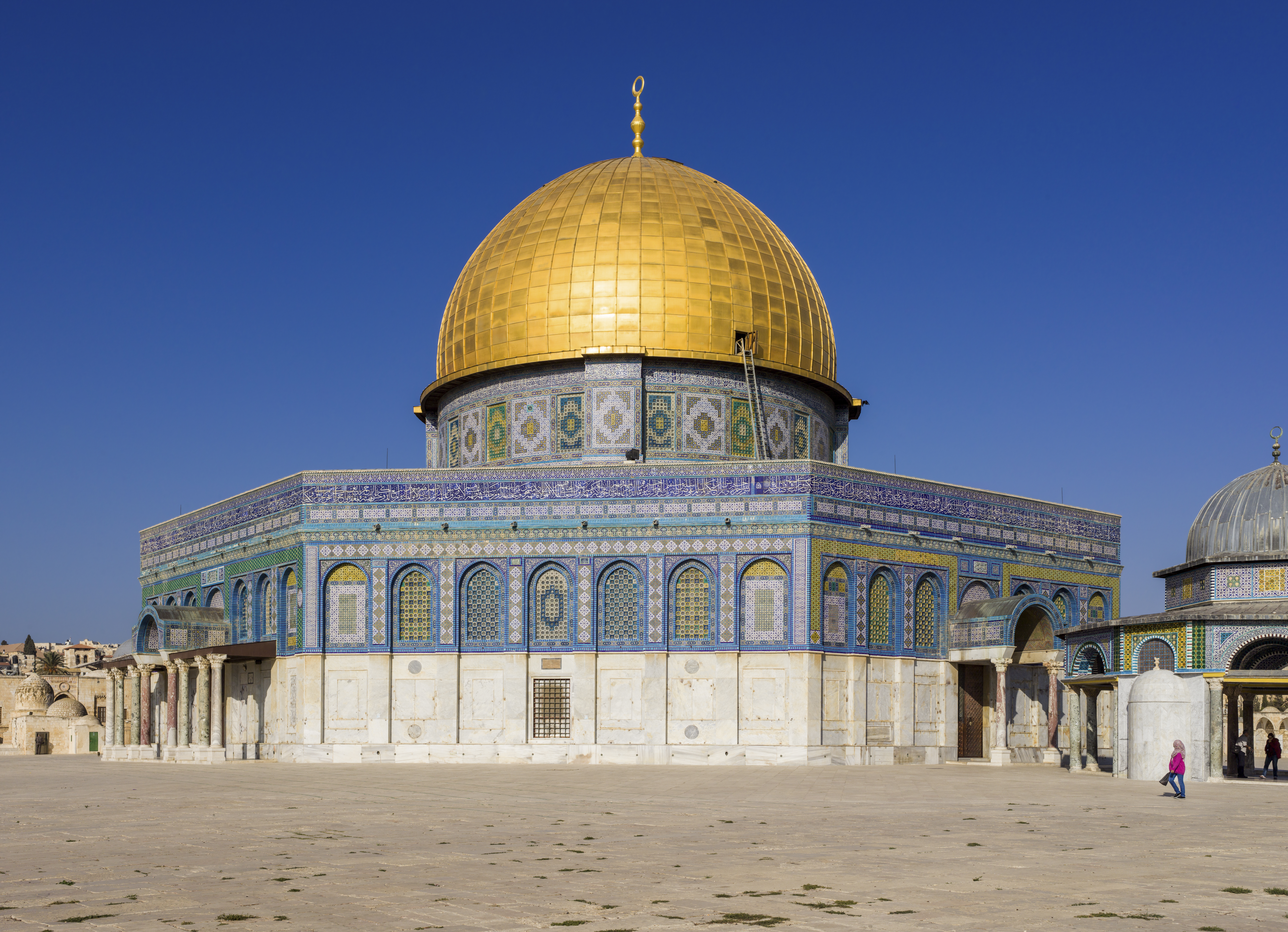
Kopuła na Skale w Jerozolimie.

Wzgórze Świątynne jest tradycyjnie trzecim najświętszym miejscem islamu, po Mekce i Medynie. Wynika to z faktu, że Koran opisuje Świątynię Jerozolimską i jej budowniczych (Dawida i Salomona) jako proroków. Muzułmanie wierzą, że Mahomet odbył Miradż – „nocną podróż” na cudownym wierzchowcu Al-Burāq z Mekki do Najdalszego Meczetu znajdującego się w Jerozolimie (Al-Masğid al-Aqsà). W Jerozolimie Mahomet miał dostąpić wniebowstąpienia w towarzystwie archanioła Dżibrila ze skały, na której dziś znajduje się Kopuła na Skale. Obecnie te dwie budowle wznoszące się na Wzgórzu Świątynnym są szczególnie ważnymi miejscami dla wszystkich muzułmanów na całym świecie.
Pierwotnie muzułmanie modlili się stojąc twarzą do Wzgórza Świątynnego, jednak później zmieniono kierunek modlitw na Mekkę.

## Historia

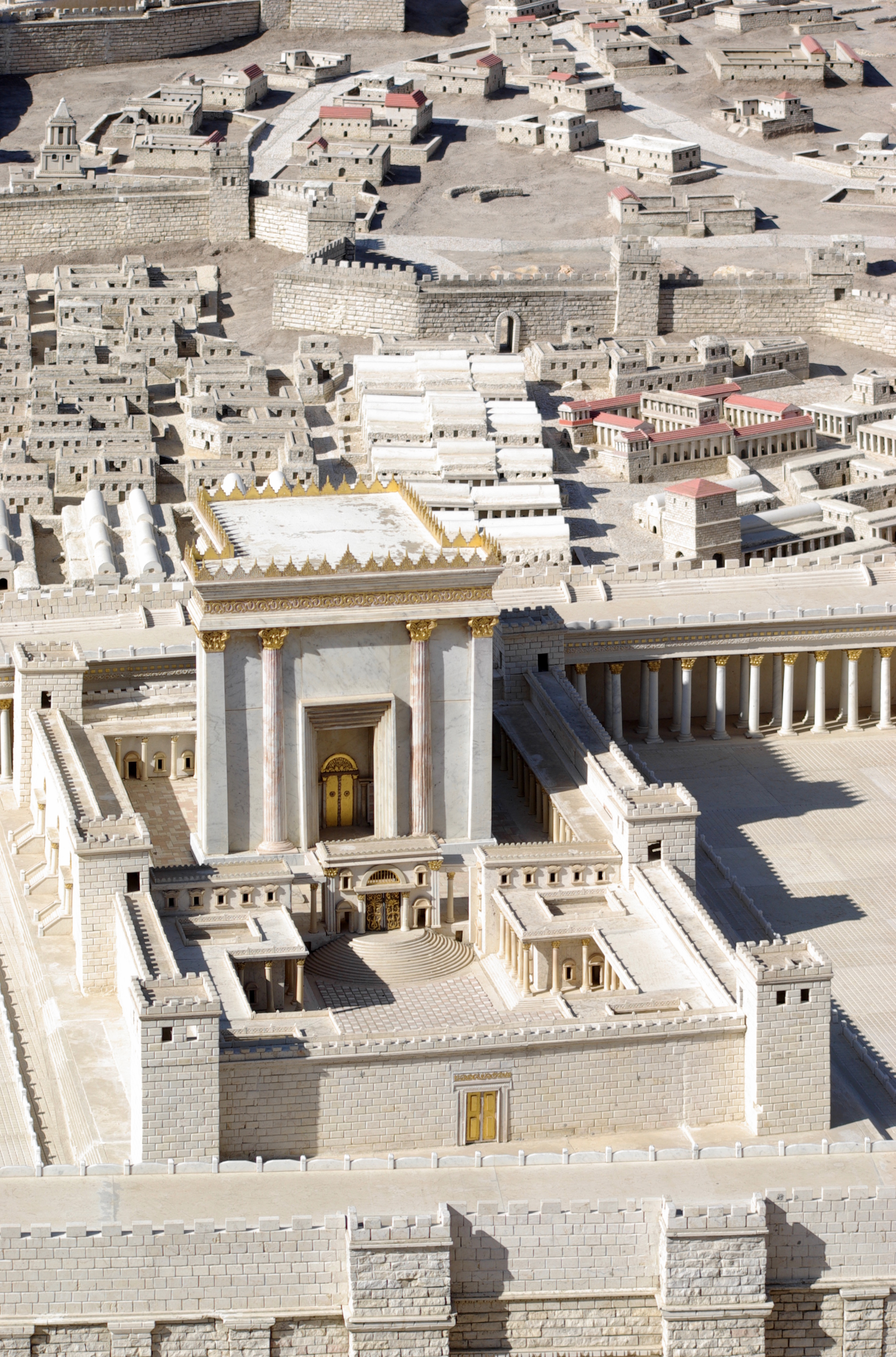
Fragment makiety-rekonstrukcji Świątyni Jerozolimskiej za Heroda Wielkiego

Trudno jest ustalić początkowy moment wejścia do historii góry Moria. Można jednak podać daty istnienia Pierwszej Świątyni, która stała na Wzgórzu Świątynnym przez 380 lat, od wybudowania przez Izraelitów około 966 p.n.e. do zburzenia przez Nabuchodonozora w 586 p.n.e. Budowa Drugiej Świątyni rozpoczęła się w 538 p.n.e. za rządów króla Cyrusa, i została ukończona w 516 p.n.e.
Około 19 p.n.e. król Herod Wielki rozbudował i upiększył Świątynię. Rozbudował on Świątynię, wzmacniając dziedziniec kamiennymi bryłami o masie dochodzącej do 100 ton. Od tego czasu była ona nazywana Świątynią Heroda. Podczas pierwszej wojny żydowskiej Rzymianie zdobyli w 70 roku Jerozolimę i zburzyli Świątynię. W 132 rzymski cesarz Hadrian odbudował Jerozolimę jako miasto hellenistyczne Colonia Aelia Capitolina. Na Wzgórzu Świątynnym umieszczono wówczas świątynię Jowisza.
Po podziale Cesarstwa rzymskiego (395 r.) miasto znalazło się w Bizancjum. Uważa się dość powszechnie, że chrześcijanie w okresie rzymsko-bizantyńskim nie bardzo interesowali się Wzgórzem Świątynnym.
W VII wieku Jerozolima i Wzgórze Świątynne przeszły w ręce muzułmanów. Na wzgórzu stanęły wówczas Meczet Al-Aksa (który został raczej rozbudowany z chrześcijańskiej bazyliki) i Kopuła na Skale.
Wzgórze pozostało terytorium Królestwa Jordanii, Izrael nigdy nie anektował tego terenu. Status ten został potwierdzony w traktacie pokojowym zawartym między Izraelem a Jordanią w dolinie Ha-Arawa. Jest ono po Mekce i Medynie trzecim pod względem ważności miejscem świętym islamu. Ma głębokie religijne i polityczne znaczenie dla Palestyńczyków i muzułmanów na całym świecie. Dla Palestyńczyków ich przyszła stolica we wschodniej Jerozolimie stanowi fundamentalną część ich przyszłego państwa.

## Najważniejsze miejsca

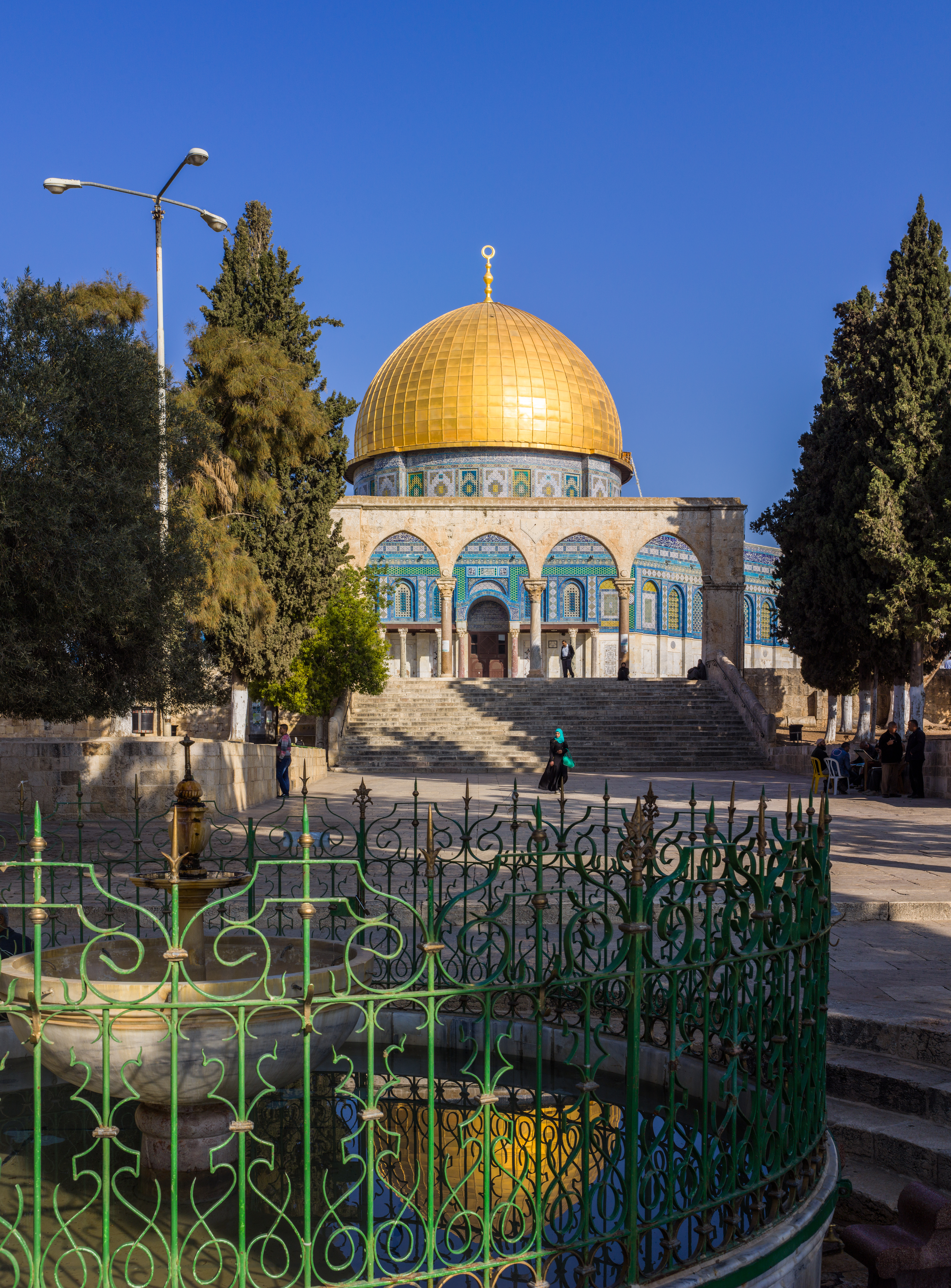
Fontanna Al-Kas i Kopuła na Skale

- Meczet Al-Aksa – trzecie najświętsze miejsce islamu. To w kierunku meczetu Al-Aksa wznosili modły muzułmanie zanim Mekka (zachodnia Arabia Saudyjska) stała się głównym centrum islamu. W meczecie może się pomieścić około 5 tys. wiernych.
- Kopuła na Skale – wznosi nad świętą skałą, na której Abraham składał ofiarę ze syna swego (1 Mojż. 22:2-19). Koran twierdzi, że właśnie w tym miejscu nastąpiło wniebowstąpienie proroka Mahometa. Według islamskiej tradycji prorok został zabrany z Mekki do Jerozolimy na skrzydlatym koniu, a następnie zabrany do nieba, gdzie Bóg pokazał mu kiedy i jak się modlić. Stanowi to jeden z pięciu filarów, na których opiera się islam. Pod powierzchnią świętej skały znajduje się Studnia Dusz.
- Ściana Płaczu – tu znajdowały się pierwsza i druga świątynia w starożytnych czasach. To część muru Wzgórza Świątynnego pochodząca z czasów, gdy żydowska świątynia stała na wzgórzu. Dla religijnych Żydów wzgórze jest miejscem, gdzie ludzie zostaną odkupieni po przybyciu Mesjasza.
- Fontanna Sabil Qaitbay – wzniesiona w 1482.
- Fontanna Al-Kas – wyrzeźbiona z jednego bloku kamiennego ok. 1320[8] roku. Nadal wykorzystywana do ablucji.
- Stajnie Salomona – razem z ogrodem znajdują się po stronie wschodniej przy Bramie Złotej. Władze muzułmańskie zamknęły turystom całkowicie dostęp do nich.

## Turystyka
Wejście na Wzgórze Świątynne jest bezpłatne, należy jednak pamiętać o odpowiednim skromnym ubraniu. Jedyne wejście dla zwiedzających niebędących muzułmanami znajduje się od strony Bramy Gnojnej, po rampie po przejściu kontroli bezpieczeństwa. Wejście możliwe jest tylko w godzinach 7.30 - 10.00 oraz 12.30-13.30. Do wnętrza meczetów mogą wejść tylko muzułmanie.